# Cedzak

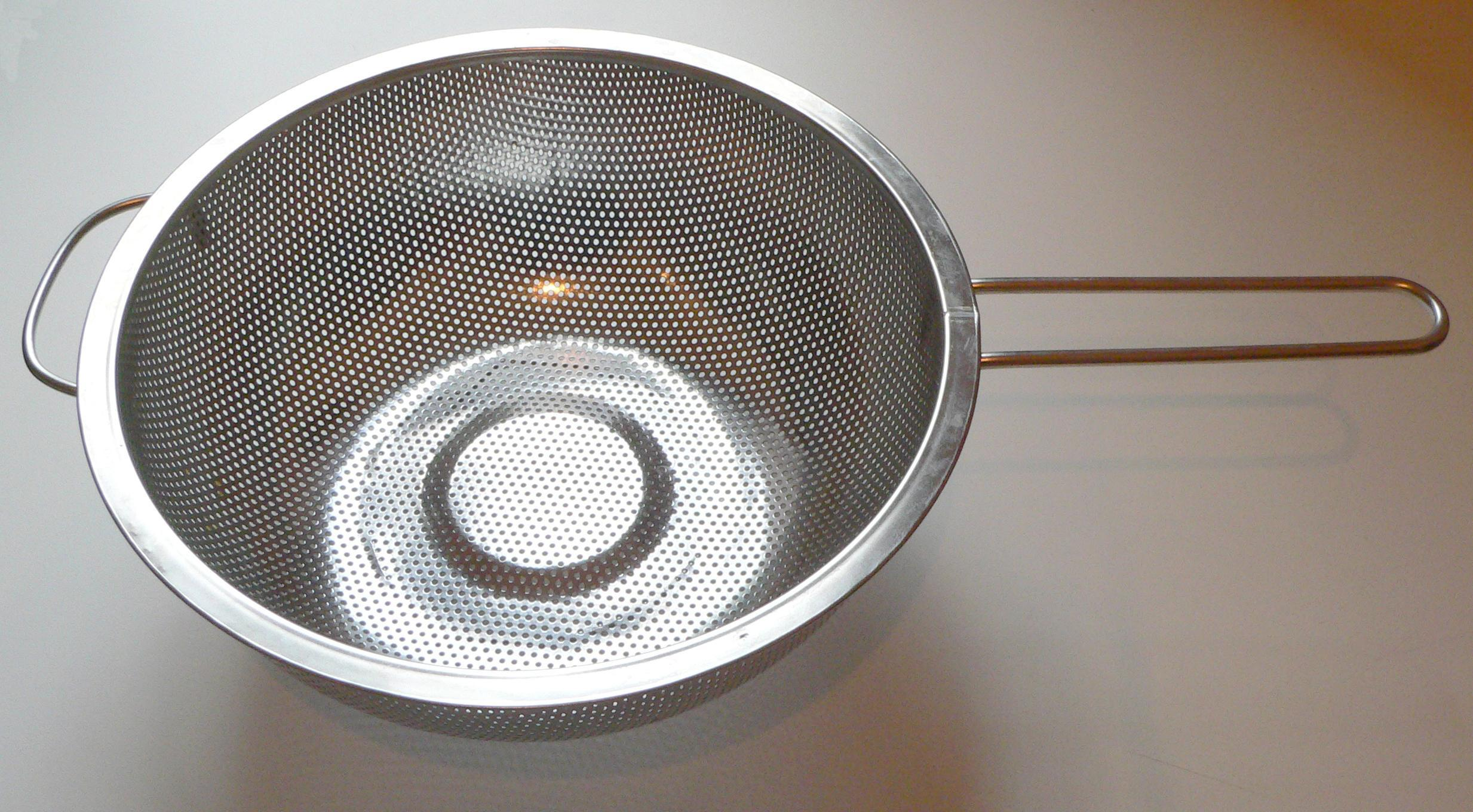
Cedzak

Cedzak (inaczej durszlak, od niem. Durchschlag) – rodzaj specjalnego sita w formie miski lub garnka z podziurkowanym dnem. Może być wyposażony w uchwyt oraz w podstawkę lub nóżki, które pozwalają mu stać samodzielnie i umożliwiają swobodny odpływ cieczy. Służy do odcedzania i płukania żywności.
Współcześnie cedzaki produkowane są głównie ze stali nierdzewnej bądź plastiku (te drugie są mniej praktyczne, gdyż ulegają odkształceniom termicznym), wcześniej z gliny i ze stali emaliowanej. Tradycyjnie dziurki w durszlaku nie są rozmieszczone jednorodnie, lecz są ugrupowane w powtarzające się wzory (głównie sześciokątów).
Zbliżoną funkcję pełni łyżka cedzakowa.

## Durszlak jako przedmiot kultu religijnego
Niektórzy wyznawcy religii Latającego Potwora Spaghetti uznają durszlak za tradycyjne religijne nakrycie głowy, czego przykładem jest uznanie przez austriacki sąd wniosku Niko Alm z Wiednia zezwalający na prawo jazdy, gdzie na zdjęciu wnioskodawca występuje w durszlaku.